# Ortrun Enderlein
Ortrun Enderlein (n. 1 decembrie 1943, Trünzig⁠(d), Saxonia, Germania Nazistă) este o sportivă ce a reprezentat Republica Democrată Germană, medaliată olimpică. A participat la 2 ediții ale Jocurilor Olimpice (1964, 1968) în care a câștigat o medalie de aur.